# 31.ª Unidad Expedicionaria de Marines
La 31.ª Unidad Expedicionaria de Marines (en inglés: 31st Marine Expeditionary Unit, 31st MEU) es una de las siete Unidades Expedicionarias de Marines actualmente existentes en el Cuerpo de Marines de los Estados Unidos. La Unidad Expedicionaria de Marines es una Fuerza de Tareas Aeroterrestre de Marines con una dotación de aproximadamente 2200 infantes de marina. La MEU consiste de un elemento de mando, un batallón de infantería de marina con artillería, vehículos anfibios y otras asignaciones, un escuadrón de helicópteros compuesto reforzado con un escuadrón de A-8B Harrier II y un batallón logístico de combate. La 31.ª MEU actualmente está acuartelada en Camp Hansen, Base del Cuerpo de Marines de Camp Smedley D. Butler, Okinawa, Japón. Esta es la única MEU desplegada de forma permanente y es la fuerza expedicionaria estadounidense lista para actuar en la región del Asia-Pacífico.

## Misión
La 31.ª Unidad Expedicionaria de Marines proporciona una Fuerza de Tareas Aero-Terrestre de Infantería de Marina basada en alta mar flexible, desplegada de avanzada capaz de llevar a cabo operaciones anfibias, respuesta a crisis y de contingencia limitadas en el área Asia-Pacífico.

## Unidades subordinadas actuales
- Elemento terrestre de combate: 2.º Batallón, 4.º Regimiento
- Elemento aéreo de combate: VMM-265 (REIN) y VMA-214
- Elemento logístico de combate: 1.er Batallón Logístico de Combate

## Historia

### Guerra de Vietnam
La 31.ª Unidad Expedicionaria de Marines fue activada el 1 de marzo de 1967 como la Fuerza Especial de Desembarco Alfa, para operaciones en Vietnam. Hizo el primero de muchos despliegues anfibios desde Okinawa hasta la costa de Vietnam el 10 de abril de 1967.
La primera operación fue llevada a cabo el 14 de abril de 1967, cuando la MEU ejecutó un rescate de la tripulación del SS Silver Peak, un buque panameño que había encallado al verse afectado por el Tifón Violet, en la vecindad de la Isla de Minami Ko Shima, Japón.
Días más tarde, participó en la Operación Union, una misión de búsqueda y destrucción en Vietnam.
Fue durante este periodo de intensos combates que la Fuerza Especial de Desembarco Alfa ganó una Mención Presidencial de Unidad. La unidad participó en operaciones de combate continuas en tierra durante los siguientes tres años, incluyendo la contraofensiva del Tet en el año 1969, mientras que periódicamente regresaba a Okinawa para reequipamiento y la rotación de sus fuerzas.
La Fuerza Especial de Desembarco Alfa fue oficialmente designada como la 31.ª Unidad Anfibia de Marines el 24 de noviembre de 1970. Una vez más la unidad regresó al Golfo de Tonkín. Sin embargo, esta vez la 31.ª MAU no sería enviada a realizar operaciones en tierra ya que la guerra de Vietnam estaba terminando. La 31.ª MAU llevó a cabo misiones de presencia y una serie de operaciones especiales durante mayo de 1971. Entre junio de 1971 y abril de 1975, la 31.ª MAU condujo numerosos despliegues en las aguas frente a Vietnam.
Luego la 31.ª MAU se dirigió al Golfo de Tailandia para la Operación Eagle Pull, la evacuación aérea de la embajada estadounidense ubicada en Nom Pen, Camboya, la que ocurrió el 12 de abril de 1975.
Esto fue seguido por la participación de la 31.ª MAU en la Operación Frequent Wind el 29 de abril de 1975, la que fue la evacuación de Saigón cuando las fuerzas norvietnamitas entraron a la ciudad.

### Década de 1980 a la década de 1990
LA 31.ª MAU permaneció como la presencia estadounidense desplegada de avanzada en el Pacífico Occidental y el Sudeste Asiático. Las operaciones de combate fueron reemplazadas por ejercicios regionales, lo que permitió oportunidades de entrenamiento en una variedad de países. En el año 1983, la 31.ª MAU fue llamada de un ejercicio combinado con fuerzas locales en Kenia y se posicionó en el Mar Mediterráneo. Su misión entre septiembre y octubre de 1983 fue apoyar las fuerzas de mantención de la paz estadounidense en Beirut durante un intenso periodo de condiciones políticas complejas y de amenaza a la vida en Líbano. Fue la última operación de la 31.ª MAU de ese periodo y la unidad fue desactivada en mayo de 1985.
La unidad fue reactivada como la 31.ª Unidad Expedicionaria de Marines el 9 de septiembre de 1992. En el año 1994, la unidad fue destinada a su actual acuartelamiento en Camp Hansen, Okinawa, Japón.

### Irak 1998 - 1999
La flexibilidad de la MEU fue demostrada con la crisis de Irak a finales de 1998 cuando el régimen gobernante no cumplió con el proceso de inspección de armas de la ONU. Los cuatro buques del ARG recién habían completado el ejercicio Foal Eagle frente a la costa de Corea y se estaban dirigiendo a varios puertos para visitas de permisos, cuando a principios de noviembre de 1998 cada buque fue llamado para que se dirigieran inmediatamente a Okinawa para descargar la 31.ª MEU.
Una porción significativa de los 2000 infantes de marina de la 31.ª MEU estaban realizando entrenamiento de guerra urbana en Guam cuando llegó el mensaje de noviembre de regresar a Okinawa. El resto estaba aún en Okinawa, pero aproximadamente un cuarto de estos era un nuevo batallón de infantería, recién llegados de una rotación desde California. El batallón solo tuvo dos días para reunir a toda su dotación y estar listo para desplegarse.
El personal de la 31.ª MEU y de los buques comenzaron el embarque inicial el 9 de noviembre y este se había completado para la mañana del 11 de noviembre. Solo en una noche se habían cargado más de 170 palets de equipos, armas y carga. Adicionalmente, un C-5 Galaxy proveniente de la Estación Aérea del Cuerpo de Marines de El Toro, originalmente programado para traer abastecimientos y herramientas de mantenimiento a Okinawa dos semanas más tarde, arribó a principios del 10 de noviembre de 1998 con el propósito de reabastecer al elemento aéreo de combate de la MEU. Esta evolución era parte de una rotación normal de abastecimiento, pero el embarque llegó una semana antes justo a tiempo para ser cargado a bordo de los buques antes de que estos zarparan.
Entre noviembre de 1998 y febrero de 1999, la MEU participó en operaciones en el Golfo Pérsico y frente a la costa de Kuwait, incluyendo la Operación Southern Watch y la Operación Zorro del Desierto.

### Timor Oriental
En enero del año 2000 partes de la MEU, incluyendo a la compañía G, 2.º Batallón 5.º Regimiento y de la compañía Charlie, 1.er Batallón 5.º Regimeiento, y luego el Equipo de Desembarco de Batallón de la MEU, el elemento aéreo de combate de la MEU y el 31.º Grupo de Apoyo de Servicios de la MEU se desplegaron a Timor Oriental a bordo del USS Juneau (LPD-10) como la Fuerza de Tareas Aeroterrestre de Marines de Propósito Especial Timor Oriental. En ese lugar, los marines y marineros apoyaron la transición desde la Fuerzas Internacionales en Timor Oriental lideradas por Australia a la nueva Administración de Transición de las Naciones Unidas para Timor Oriental.

### Eventos asociados al 11 de septiembre
El 12 de septiembre de 2001, que en la costa oriental era el 11 de septiembre, los infantes de marina del Equipo de Desembarco de Batallón de la 31.ª MEU 2.º Batallón 5.º de Infantería de Marina (BLT 2/5) estaban acuartelados en sus barracas en Camp Hansen ya que un súper tifón estaba pasando sobre Okinawa, Japón. Los infantes de marina se enteraron de los ataques terroristas a través de la red de televisión y estaciones de radio de la Red de las Fuerzas Armadas y la noticia se difundió rápidamente. Esa noche la 31.ª MEU recibió una orden de alerta de 96 horas para ser desplegada y fue notificada que los buques de la Armada estaban en ruta para ser cargados lo más rápidamente posible. Aunque la tormenta estaba aún en progreso, los infantes de marina prepararon su equipo personal, planes fueron hechos y los vehículos y equipos fueron rápidamente movidos a las instalaciones portuarias y cargados en los buques. El escuadrón de helicópteros fue el último en estar a bordo debido a la tormenta que estaba ocurriendo, y todo el proceso de carga fue completado exitosamente en 93 horas. Luego la 31.ª MEU se dirigió al sur con destino a Afganistán. Cuando los buques estaban pasando frente a Singapur, su destino fue cambiado a Timor Oriental. Allí la MEU apoyó las operaciones de la UNTAET. Más tarde se enteraron de que a la 15.ª Unidad Expedicionaria de Marines, que recién estaba regresando de sus despliegue a Timor Oriental, le fue asignada la tarea de dirigirse a Afganistán.

### Siglo Veintiuno

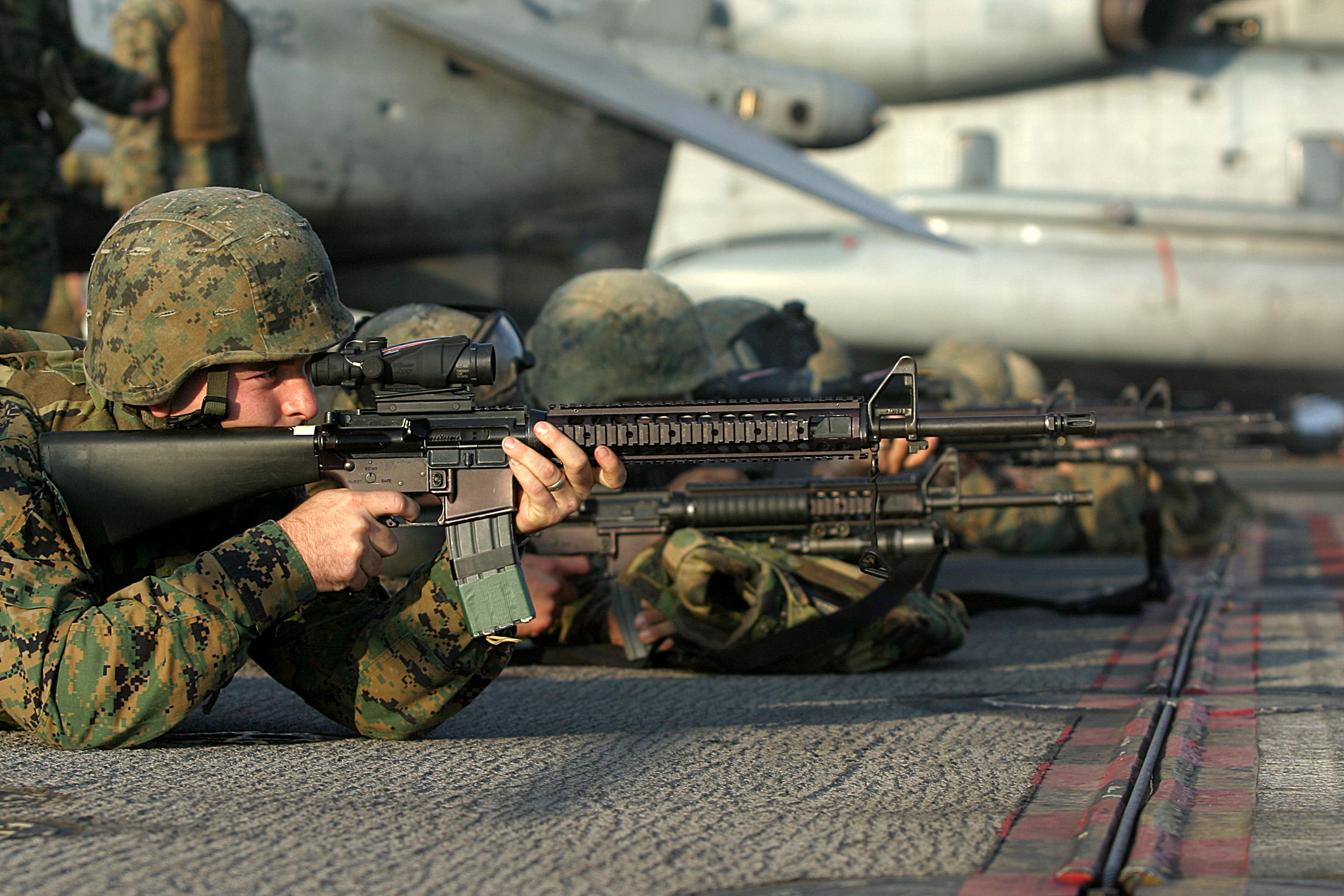
Infantes de marina entrenándose en el.

Desde septiembre de 2004 a marzo de 2005, la 31.ª MEU, incluyendo el Equipo de Desembarco de Batallón 1.er Batallón 3.er Regimiento con la Batería Charlie del 1.er Batallón 12.º Regimiento, realizaron acciones de combate en apoyo de la Operación Iraqi Freedom. Su participación incluyó una importante función en la Operación Phantom Fury, la limpieza de Faluya en noviembre de 2004.
Con los cambios de organización de las unidades de reconocimiento del Cuerpo de Marines realizados en el año 2006, todas las designaciones de Capaz de Operaciones Especiales de las MEU fueron retiradas. A la 31.ª MEU se le designó como Fuerza Marítima de Contingencia, aunque sigue siendo capaz de realizar la misma variedad de misiones especializadas tanto en alta mar como en tierra firme.
En febrero de 2006, la 31.ª MEU fue enviada a Filipinas para proporcionar asistencia de desastres durante los deslizamientos de tierra en el sur de Leyte.
El 21 de septiembre de 2007, el elemento de mando de la 31.ª MEU dedicó su edificio para cuartel general en Camp Hansen, Okinawa al sargento Rafael Peralta, quien murió en Irak durante la Operación Furia Fantasma mientras se encontraba asignado a la 31.ª MEU. El sargento Peralta recibió la Cruz de la Armada por sus acciones en Faluya.
En mayo y junio del año 2008, la MEU participó en la Operación Caring Response después de que el Ciclón Nargis afectara Birmania. 
En octubre de 2009 la MEU asistió en operaciones de alivio de desastre y humanitarias en Luzón, Filipinas después de que los tifones Ketsana y Parma afectaran la región uno después del otro. Simultáneamente, elementos de la MEU asistieron a Sumatra, Indonesia, después de que varios terremotos afectaran la región.
En octubre de 2010, la 31.ª MEU llevó a cabo operaciones de asistencia humanitaria y de emergencia ante desastres en el norte de Luzón después de que el súper tifón Megi afectase a Filipinas.

### Terremoto y Tsunami en Japón
La 31.ª MEU fue dividida en tres partes el 11 de marzo de 2011, el día del terremoto y tsunami de Tōhoku. El buque más grande, el USS Essex (LHD-2), con la mayor parte de los infantes de marina y marineros de la 31.ª MEU a bordo, recién había completado un ejercicio en Camboya y había llegado a Malasia para visitar su puerto. Cuando los jefes de la 31.ª MEU recibieron las noticias del tsunami, iniciaron una inmediata llamada de todo el personal que se encontraba en tierra disfrutando un permiso. El buque rápidamente embarcó algunos suministros y en menos de 24 horas se encontraba en camino a Japón donde se encontraría con el USS Germantown (LSD-42) y el USS Harpers Ferry (LSD-49).
El Germantown y el Harpers Ferry se encontraban en Indonesia con elementos de la 31.ª MEU a bordo, y los infantes de marina y marineros del USS Harpers Ferry se suponía que debían participar en un gran ejercicio de asistencia humanitaria y de ayuda a desastres que se iniciaría el 12 de marzo. Ambos buques fueron alertados inmediatamente por las noticias recibidas desde Japón y se dirigieron hacia el norte al área afectada para apoyar lo que se conocería como Operación Tomodachi.
El'Grupo Anfibio Preparado Essex y la 31.ª MEU primero llegaron frente a la costa de Akita, Japón, el 17 de marzo y comenzaron vuelos de vigilancia costera en las etapas iniciales de la Operación Tomodachi. Luego, el 22 de marzo, el ARG se reposicionó frente a la costa este de Japón, cerca de Hachinohe y la 31.ª MEU inmediatamente comenzó a llevar abastecimientos de ayuda a tierra firme usando los helicópteros del 262.º Escuadrón de Helicópteros Medios (Reforzado). Los suministros entregados incluyeron agua, frazadas y otros ítemes de confort y sanitarios. El HMM-262 (REIN) llevó a cabo un total de 15 misiones de exploración y 204 misiones de entrega de suministros con cerca de 300 horas de tiempo de vuelo.
El 27 de marzo, la prioridad de la MEU y del ARG Essex pasó a ser el apoyo de la aislada isla Ō dentro de la Operación Tomodachi. Elementos de la 31.ª MEU, incluyendo al HMM-262 (REIN), 31.er Batallón Logístico de Combate, 2.º Batallón 5.º Regimiento y el elemento de mando desembarcaron en la Isla de Oshima para remover escombros, entregar suministros críticos al área aislada y proporcionar apoyo vital.
El 31.º Batallón Logístico de Combate comenzó a transportar suministros de ayuda, que incluían mover vehículos utilitarios comerciales, un camión cisterna de combustible, un vehículo de reabastecimiento de agua potable y trabajadores civiles de la Tohoku Power Company usando las embarcaciones de desembarco de la Armada para intentar restaurar en forma parcial el suministro de energía eléctrica por primera vez desde que ocurrió el desastre.
Durante la operación en Oshima, pallets de ropas, mantas y comida fueron llevados al destructor portahelicópteros de la JMSDF JDS Hyūga (DDH-181) usando helicópteros del Cuerpo de Marines, donde estos fueron distribuidos entre los residentes desplazados de la isla quienes estaban temporalmente embarcados a bordo del destructor japonés.
Trabajando junto con la JGSDF, la 31.ª MEU entregó 15 000 libras (6804 kg) de suministros a la isla y sacó toneladas de escombros desde los puertos, caminos y playas de la isla. También los marines crearon instalaciones de duchas temporales para permitir que los residentes se bañaran. Para algunos fue la primera vez que fueron capaces de tomar una ducha desde que ocurrió el tsunami. 
En total, la 31.ª MEU y el ARG Essex movieron 164 000 libras (74 389 kg) de suministros de ayuda para los afectados por el desastre, incluyendo cinco ciudades, la Isla de Oshima y las embarcaciones japonesas.

### Operaciones actuales
Actualmente lleva a cabo regularmente patrullas programas semi anuales por toda la región y participa en varios ejercicios de entrenamiento multinacionales con fuerzas armadas aliadas. La 31.ª MEU se prepara para una amplia gama de operaciones de contingencia que van desde operaciones de asalto anfibio hasta misiones de ayuda humanitaria y de auxilio en desastres.

## Galardones de la unidad
Una mención o encomio de unidad es un galardón que es otorgado a una organización por la acción citada. A los miembros de la unidad que participaron en dichas acciones se les permite usar en sus uniformes dichos galardones como distintivos de cinta. Adicionalmente la unidad está autorizada a colocar los gallardetes apropiados en la bandera de la unidad. A la 31.ª Unidad Expedicionaria de Infantería de Marina le han sido otorgados los siguientes galardones y gallardetes de campañas.
| Gallardete | Cinta                                                                             | Galardón                                                                     | Año(s)                                           | Información adicional                                            |
| ---------- | --------------------------------------------------------------------------------- | ---------------------------------------------------------------------------- | ------------------------------------------------ | ---------------------------------------------------------------- |
|            |                                                                                   | Mención Presidencial de Unidad                                               | 1967                                             | Vietnam                                                          |
|            | Bronze star · Bronze star · Bronze star                                           | Mención de Unidad de la Armada con tres estrellas de bronce                  | 1968, 1998, 2001-2003, 2004-2005                 | Vietnam, Pacífico Occidental, Irak                               |
|            | Bronze star · Bronze star                                                         | Mención de Unidad Meritoria con dos estrellas de bronce                      | 1975, 1983, 1998-2000                            | Vietnam, Líbano                                                  |
|            |                                                                                   | Medalla Expedicionaria del Cuerpo de Marines                                 | 1983                                             | Líbano                                                           |
|            | Bronze star · Bronze star                                                         | Medalla de Servicio en la Defensa Nacional con dos estrella de bronce        | 1961-1974, 1990-1995, 2001-presente              | Guerra de Vietnam, guerra del Golfo, Guerra contra el Terrorismo |
|            | Silver star · Silver star · Bronze star · Bronze star · Bronze star · Bronze star | Medalla de Servicio en Vietnam con dos estrellas de plata y cuatro de bronce | Abril de 1967-marzo de 1973, marzo-abril de 1975 |                                                                  |
|            |                                                                                   | Medalla Expedicionaria de la Guerra Global contra el Terrorismo              | 2004-2005                                        | Irak                                                             |
|            |                                                                                   | Medalla de Servicio en la Guerra Global contra el Terrorismo                 | 2001-presente                                    |                                                                  |
|            |                                                                                   | Cruz al Valor de Vietnam con Palmas                                          |                                                  |                                                                  |